# Neallogaster parvistigma
Neallogaster parvistigma är en trollsländeart som först beskrevs av Selys 1873.  Neallogaster parvistigma ingår i släktet Neallogaster och familjen kungstrollsländor. Inga underarter finns listade i Catalogue of Life.